# Mon Soleil
"Mon Soleil" (em português:  Meu Sol) é uma canção do cantor francês Dadju com participação da cantora brasileira Anitta. Foi lançada pela Polydor Records em 3 de junho de 2021 como segundo single da reedição do primeiro e segundo álbum de estúdio de Dadju, Poison ou Antidote.

## Vídeo musical
O videoclipe de "Mon Soleil" foi gravado na República Dominicana, foi disponibilizado em 25 de junho de 2021.